# François de Caillebot de La Salle
François de Caillebot de La Salle (né à Clères en 1652 et mort à Rebais le 21 décembre 1736) est un ecclésiastique français qui fut évêque de Tournai de 1690 à 1705.

## Biographie
François de Caillebot est issu d'une famille noble connue à Beuvron en Normandie depuis le XVe siècle. Il nait dans le diocèse de Rouen, son grand père était capitaine de la Garde royale en 1590 et gentilhomme ordinaire du roi Louis XIII. Il est le 2e fils de Louis (mort en 1682), marquis de La Salle en Beauce, Maître de la garde-robe du roi, fonction dans laquelle son fils ainé lui succède; sa mère est Anne-Madeleine de Martel dame de Montpinchon en Normandie. Il fait ses humanités et étudie la philosophie au collège du Plessis puis poursuit ses études à l'université de Paris où il obtient sa maîtrise en arts en 1676 puis sa licence et son doctorat en théologie en 1684. Il reçoit en commende l'abbaye de Plaimpied dans le diocèse de Bourges (1666-1683) et l'abbaye Saint-Pierre de Rebais (1672-1736) dans le diocèse de Meaux. Il devient  aumônier du Roi en 1685.
Il est nommé évêque de Tournai en mai 1690 mais il n'obtient ses bulles pontificales que deux ans plus tard le 5 mai 1692 et il est consacré le 31 août 1692 par l'archevêque de Sens. Partisan actif du jansénisme pendant son épiscopat il doit se démettre en mars 1705 et reçoit encore l'abbaye Saint-Pierre de la Couture dans le diocèse du Mans mais se retire dans son abbaye de Rebais où il soutient encore le jansénisme en rejoignant l'opposition à la Bulle Unigenitus et en acceptant de reconnaitre les « miracles du diacre François de Pâris ». Il meurt à Rebais en décembre 1736.